# Obie
«Obie Award», сокращение от «Off-Broadway Theater Awards» (рус. Офф-Бродвейская премия) — американская премия, присуждаемая за «офф-бродвейские» (не бродвейские) постановки. Награда вручается ежегодно с 1956 года.
Инициатором её создания выступил Эдвин Фэнчер, издатель нью-йоркского еженедельника «The Village Voice», который занимался финансированием проекта и его коммерческой разработкой. Считается одной из престижных театральных премий в США, сродни «Тони» и «Драма Деск».
Награды вручаются в номинациях — «Лучший актёр/актриса», «Лучший ансамбль в шоу», «Лучшее шоу», «Лучший дизайн». Кроме того, «The Village Voice» ежегодно присуждает специальный приз в размере $1000 лучшим на их взгляд театральным труппам.